# Bálint Zsigmond
Bálint Zsigmond (Marosvásárhely, 1937. október 21. –) romániai magyar mérnök, fotóművész.

## Életpályája
1953-tól alapító tagja a Marx József (Marosvásárhelyi) Fotóklubnak; 1969-től titkára, 1992–2002 között elnöke volt. 1965-ben mérnöki diplomát szerzett Kolozsváron. Ezután visszatért szülővárosába; a MOBEX bútorgyárban dolgozott nyugdíjazásáig. Az egyetem elvégzése után fotói rendszeresen szerepeltek az országban, majd 1969-től külföldön is. 1971-től a Romániai Fotóművészek Szövetségének tagja. 1994-től a Barabás Miklós Céh tagja. 1994-től rendszeres résztvevője a képzőművészeti, fotóművészeti alkotótáboroknak. 2003-ban alapító tagja volt a Magyar Fotóművészek Világszövetségének (MFVSZ). 2003–2014 között a Magyar Fotóművészeti Alkotócsoportok Országos Szövetségének (MAFOSZ) elnöke volt.
Házastársa Kákonyi Csilla (1940–) erdélyi magyar képzőművész.

## Önálló albumai
- „Karácsonytól pünkösdig” (2004)
- „Lélekőrző falvaim” (2009)
- „Dacolva sorssal idővel” (2010)

## Díjai
- AFIAP kitüntetés (1979)
- Magyar Arany Érdemkereszt (2014)
- Magyar Fotóművészek Világszövetsége, Életmű díj (2017)
- Magyar Művészeti Akadémia Szőts István díja (2020)[1]
- Janovics Jenő-díj (Erdélyi Magyar Közművelődési Egyesület; 2021)[2]